# Pelle Snickars
Per Johan "Pelle" Snickars, född 24 april 1971, är sedan årsskiftet 2014 professor i medie- och kommunikationsvetenskap med inriktning mot digital humaniora vid Umeå universitet, där han också är affilierad vid den digitala experimentverkstaden Humlab. Han har tidigare varit forskningschef vid Statens ljud- och bildarkiv (SLBA) och, sedan detta slogs ihop med Kungliga biblioteket (KB), forskningschef vid KB:s nyinrättade forskningsavdelning.

## Biografi
Pelle Snickars disputerade vid Stockholms universitet 2001 med avhandlingen Svensk film och visuell masskultur 1900. Han är docent och bedriver forskning kring nya medier, mediernas historia och historiens medialitet och håller även föreläsningar. Han är vetenskaplig redaktör för bokserien Mediehistoriskt arkiv, och medverkar regelbundet i Svenska Dagbladet. 
Som medredaktör har Snickars bland annat givit ut böckerna 1897. Mediehistorier kring Stockholmsutställningen (2006), Medier & politik. Om arbetarrörelsens mediestrategier under 1900-talet (2007), Berättande i olika medier (2008) samt Mediernas kulturhistoria (2008). Tillsammans med Anna Dahlgren, forskare vid Nordiska museet, har han redigerat antologin I bildarkivet. Senare arbeten är Om fotografi och digitaliseringens effekter (2009), tillsammans med Patrick Vonderau, medievetare från Ruhr-universitetet i Bochum, antologin The Youtube Reader (2009), och tillsammans med Jonas Andersson antologin Efter The Pirate Bay (2010).
Pelle Snickars var tillsammans med Lars Ilshammar och Per Vesterlund redaktör för antologin Citizen Schein (2010), som behandlar kulturpersonligheten och makthavaren Harry Scheins liv. En bok om Iphones framgångar, Moving Data. The iPhone and My Media, släpptes i samarbete med Patrick Vonderau under början av 2012. Våren 2014 utkom boken Digitalism: När allting är internet, där han undersökt betydelsen av den ökade digitaliseringen i samhället.
I tjänsten som professor vid Institutionen för kultur- och medievetenskaper vid Umeå universitet leder han från årsskiftet 2013/2014 de tre forskningsprojekten Strömmande kulturarv: filförföljelse i digital musikdistribution, Digitala lägg – om pressens gränssnitt 1800 och Filmarkivet.se – en filmhistorisk plattform, samt medverkar i ett fjärde: Filmens arkivhistoria.
Inom ramen för projektet Strömmande kulturarv (Streaming Heritage) startade han också våren 2014 – tillsammans med forskarkollegerna Rasmus Fleischer, Anna Johansson, Patrick Vonderau och Maria Eriksson – ett skivbolag. Detta för att kunna etablera sig på streamingtjänster och få tillgång till användarinformation och kunna studera de tekniker som styr vilken musik som erbjuds användarna. I en närliggande studie gav han tillsammans med musikhistorikern Rasmus Fleischer 2018 ut boken Den svenska enhörningen (Mondial förlag), om strömningsföretaget Spotify.